# Sexual Harassment Panda
Sexual Harassment Panda (Nederlands: seksuele intimidatie panda) is aflevering 37 (#306) van Comedy Centrals animatieserie South Park. De aflevering werd in de VS voor het eerst uitgezonden op 7 juli 1999.

## Verhaal
Gezien recente ontwikkelingen in het land, heeft Mr. Garrison 'Sexual Harassment Panda', een educatiemascotte, uitgenodigd. Hij neemt de wetten die over seksuele intimidatie gaan, door met de schoolkinderen. Wanneer Stan Cartman een 'ass-sucker' noemt, grijpt Cartman dit aan om Stan aan te klagen voor seksuele intimidatie en wint hij, bijgestaan door advocaat Gerald Broflovski, de vader van Kyle, de rechtszaak. Vervolgens besluiten ze de school aan te klagen omdat de school verantwoordelijk is voor het gedrag van de leerlingen. Ook deze keer winnen ze. Cartman komt zo in het bezit van de helft van de bezittingen van Stan en krijgt miljoenen van de school. Deze moet bezuinigen waardoor er geen geld meer is voor schoolbanken of krijt.
Wanneer de andere schoolkinderen zien hoeveel rijkdom Cartman heeft vergaard met de rechtszaken, willen zij dit ook en klagen elkaar om en om aan. Alle klagers worden bijgestaan door Broflovski, die gemakshalve negeert dat hij een tegenstrijdig belang heeft en zo voordeel trekt uit de ontstane gekte. De claims zijn zowel tegen het andere kind als tegen de school, die iedere keer tot een miljoenen-schadevergoeding wordt veroordeeld. Niemand durft Broflovski tegen te spreken, uit angst om aangeklaagd te worden. De kinderen schieten derhalve er niets mee op omdat ze hun verkregen schadevergoeding meteen weer verliezen door claims tegen hen, de school en de staat worden straatarm (waardoor de last uiteindelijk bij de belastingbetalers terechtkomt), en advocaat Broflovski steenrijk.
Ondertussen wordt 'Sexual Harassment Panda' ontslagen, omdat de staat Colorado de school financiert en hem door alle claims niet meer kan betalen. Hij belandt op het eiland van de 'Mascotte Misfit Commune', waar zich mascottes ophouden van wie de boodschap nergens op slaat. Op het eiland denken de meeste mascottes, net als 'Sexual Harassment Panda', dat ze echt zijn. De jongens weten hem echter te overtuigen terug te komen naar South Park met een nieuwe boodschap: klaag niet iedereen aan. Zijn nieuwe naam is dan ook Petey 'the don't sue people' Panda.
De mascotte gaat naar de rechtbank waar Broflovski ondertussen een grote rechtszaak, 'Iedereen tegen Iedereen', houdt en beide kanten vertegenwoordigt. De panda overtuigt de aanwezigen, die het vervolgens op Broflovski gemunt hebben, maar die weet snel voor te stellen geen rechtszaken met betrekking tot seksuele intimidatie meer te houden en hij komt ermee weg, wellicht miljoenen dollars rijker.

## Culturele verwijzingen
- De reclamecampagne van Gerald Broflovski is gebaseerd op een bestaande campagne van advocaat Larry H. Parker uit Zuid-Californië, waarin een Afro-Amerikaan zegt: Larry H. Parker bezorgde mij 2.1 miljoen dollar.[1]
- De rechter die alle zaken behandelt heet 'Judge Julie', een verwijzing naar 'judge' Julie Strain, uit het soft-erotische tv-programma Sex Court.

## Kenny's dood
Kenny wordt een gigantische ventilator ingetrokken wanneer hij een magneet vasthoudt.

## Trivia
- 'Sexual Harassment Panda' heeft dezelfde stem als 'Santa Claus'.[2]
- De thematiek van de episode is gebaseerd op real life- ontwikkelingen in de VS: politieke correctheid en de claimcultuur.[2] Rond de tijd dat de episode uitkwam liep er een aantal seksuele intimidatiezaken tegen scholen. Ook verwijst de episode naar 'ambulancejagers', opdringerige advocaten die het niet zo nauw nemen met de ethiek. De boodschap is dat de Amerikaanse claimcultuur uiteindelijk slechts de advocaten rijk maakt.